# グランビー (コロラド州)

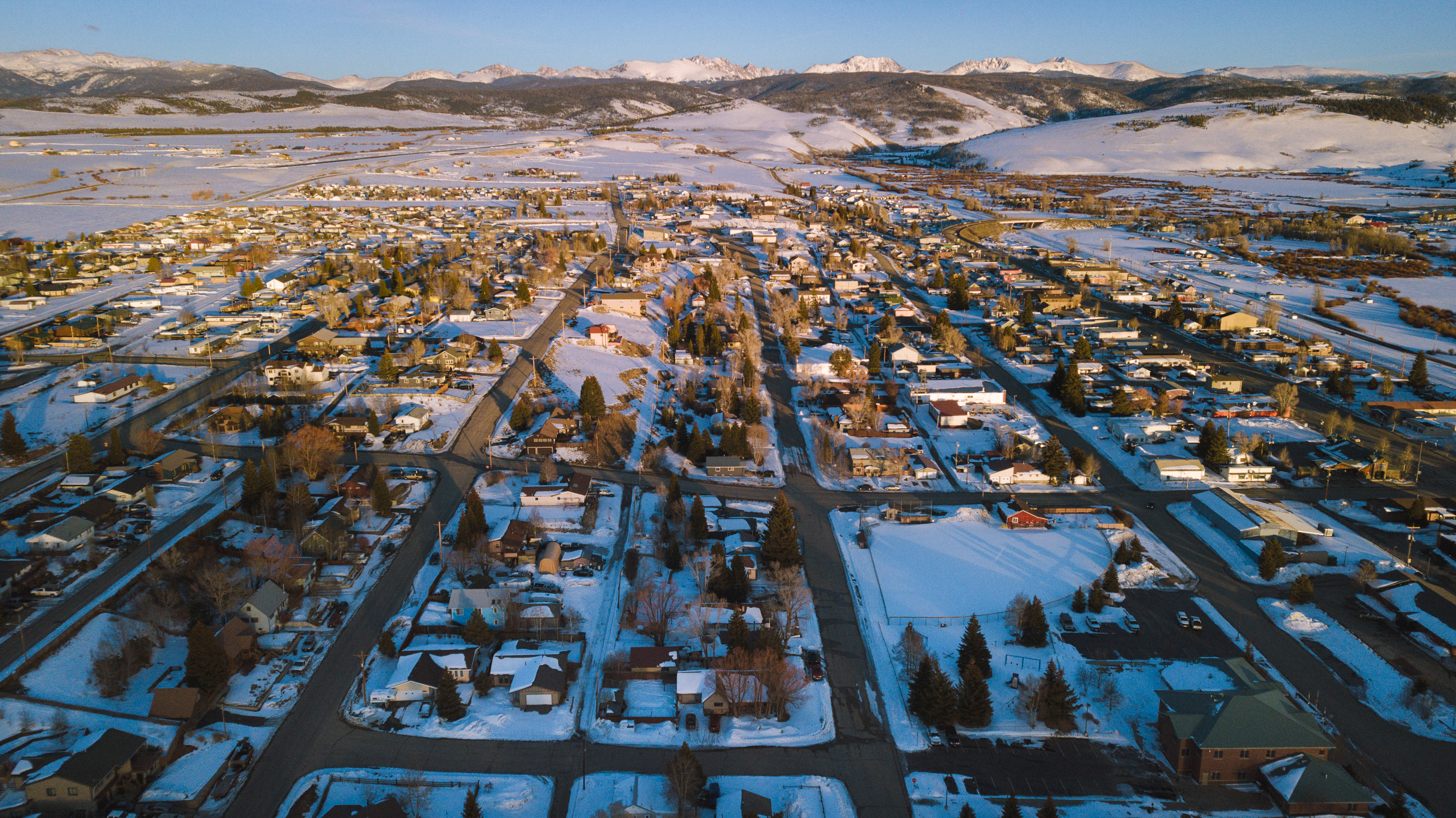
冬のグランビー

グランビー（Granby）は、アメリカ合衆国コロラド州のグランド郡にある町。人口は2,074人（2020年）。デンバーの西約140キロメートル、ロッキー山中に位置し、中心部を国道40号線が通っている。

## 歴史
グランビー町は1904年、デンバー・ノースウェスタン・アンド・パシフィック鉄道のルート上に創設され、 翌1905年には正式な町になった。町名はデンバーの弁護士、グランビー・ヒリヤー（Granby Hillyer）にちなんでいる。

### キルドーザー事件
2004年6月4日、地元の自動車修理工マービン・ヒーメイヤー（Marvin Heemeyer）は、コンクリート工場誘致反対運動に失敗し、業務停止にまで追い込まれた腹いせに、改造した小松製作所製のブルドーザー、通称キルドーザーで町を暴走し、大規模な破壊活動を行なった。
ヒーメイヤーによって破壊された建物には動機となったコンクリート工場のほか、反対運動を中傷した地元新聞社社屋、町役場、公立図書館、銀行、前町長の自宅などがあった。しかし、騒動の最後にヒーメイヤーが自殺したほかは、死傷者は1人も出さなかった。メディアは、この事件に使われたブルドーザーを「キルドーザー」（Killdozer）と呼び、事件を「キルドーザー事件」・「キルドーザーパニック」として報じた。

## 地理

グランド郡内の位置（下）

グランビー町は北緯40度5分11秒 西経105度56分11秒 / 北緯40.08639度 西経105.93639度（40.086396, -105.936487）に位置している。町はロッキー山脈の狭い谷間、標高2,419mの高所に位置している。年間降水量は370mmほどであるが、冬の降雪量は300cmを超える。
アメリカ合衆国統計局によると、グランビー町は総面積4.6km²（1.8mi²）である。その全域が陸地であり、水域はない。

## 交通
町の中心部には国道40号線が通っている。州間高速道路70号線からは40km離れている。
アムトラックの小さな駅があり、シカゴとサンフランシスコを結ぶカリフォルニア・ゼファー号が停車する。同列車は「ロッキー越え」で知られる人気列車であり、グランビーはその「ロッキー越え」の最中に停車する駅である。

## 人口動勢
以下は2000年の国勢調査における人口統計データである。
| 基礎データ - 人口: 1,525人 - 世帯数: 579世帯 - 家族数: 390家族 - 人口密度: 330.8人/km²（856.2人/mi²） - 住居数: 628軒 - 住居密度: 136.2軒/km²（352.6軒/mi²） 人種別人口構成 - 白人: 96.26% - アフリカン・アメリカン: 0.46% - ネイティブ・アメリカン: 0.26% - アジア人: 0.98% - 太平洋諸島系: 0.07% - その他の人種: 1.44% - 混血: 0.52% - ヒスパニック・ラテン系: 3.61% 年齢別人口構成 - 18歳未満: 28.1% - 18-24歳: 9.1% - 25-44歳: 33.5% - 45-64歳: 22.7% - 65歳以上: 6.6% - 年齢の中央値: 34歳 - 性比（女性100人あたり男性の人口） - 総人口: 98.6 - 18歳以上: 104.3 | 世帯と家族（対世帯数） - 18歳未満の子供がいる: 37.3% - 結婚・同居している夫婦: 55.3% - 未婚・離婚・死別女性が世帯主: 7.6% - 非家族世帯: 32.5% - 単身世帯: 21.9% - 65歳以上の老人1人暮らし: 6.4% - 平均構成人数 - 世帯: 2.59人 - 家族: 3.05人 収入と家計 - 収入の中央値 - 世帯: 46,667米ドル - 家族: 55,250米ドル - 性別 - 男性: 35,455米ドル - 女性: 24,417米ドル - 人口1人あたり収入: 21,224米ドル - 貧困線以下 - 対人口: 5.8% - 対家族数: 4.0% - 18歳未満: 3.9% - 65歳以上: 9.0% |